# Oecomys bicolor
Oecomys bicolor är en däggdjursart som först beskrevs av Robert Fisher Tomes 1860.  Oecomys bicolor ingår i släktet Oecomys och familjen hamsterartade gnagare. IUCN kategoriserar arten globalt som livskraftig. Inga underarter finns listade.
Denna gnagare förekommer i norra delen av Sydamerika öster om Anderna. Isolerade populationer finns i norra Colombia och i Panama. Arten vistas vanligen i låglandet och i kulliga områden lägre än 700 meter över havet. Habitatet utgörs av torra och fuktiga skogar. Honor föder i genomsnitt 4,5 ungar per kull som tre månader efter födelsen blir könsmogna.
Arten når en kroppslängd (huvud och bål) av 9 till 12 cm, en svanslängd av 10,5 till 14 cm och en vikt av 24 till 42 g. Bakfötterna är cirka 2,3 cm långa och öronen är 1,3 till 1,7 cm stora. På ryggen och kroppssidorna är pälsen orangebrun, rödbrun eller kanelbrun med svarta punkter på ryggens topp. Det finns en tydlig gräns mot den helt vita undersidan. Huvudets kännetecknas av långa och tjocka morrhår samt av små bruna öron. Djurets mörka svans har en tofs av längre hår vid slutet.
Individerna klättrar ofta i växtligheten, till exempel i buskar eller i klätterväxter. Ett par eller en familj delar boet som byggs i träd. Oecomys bicolor söker även skydd i byggnader.